# Alexander Wiktorowitsch Podschio

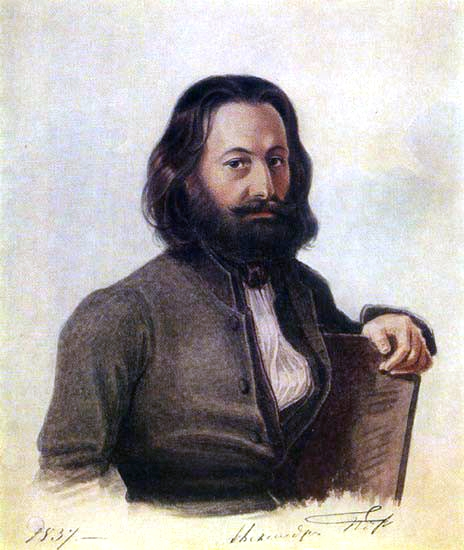
Alexander Wiktorowitsch Podschio (1837)

Alexander Wiktorowitsch Podschio (russisch Александр Викторович Поджио, ukrainisch Олександр Вікторович Поджіо Oleksandr Wiktorowytsch Podschio; * 16. Apriljul. / 27. April 1798greg. in Nikolajew, Russisches Kaiserreich; † 6. Junijul. / 18. Juni 1873greg. in Woronki, Gouvernement Tschernigow, Russisches Kaiserreich) war ein russischer Schriftsteller und Dekabrist.

## Leben
Alexander Wiktorowitsch Podschio kam als Sohn eines in Russland lebenden Italieners, der nach seiner Teilnahme an den Schlachten des Russisch-Türkischen Krieges geadelt wurde, zur Welt. Sein älterer Bruder Iossif Podschio (Иосиф Викторович Поджио 1792–1848) wurde später ebenfalls Offizier und Dekabrist. Er ging in Odessa zur Schule und diente ab 1814 in der Russischen Armee, wo er im März 1825 im Range eines Oberstleutnants pensioniert wurde. Podschio wurde 1821 Mitglied der Nördlichen Gesellschaft der Dekabristen und von 1823 an Mitglied der Südlichen Gesellschaft der Dekabristen und stellte die Kommunikation zwischen diesen beiden Gesellschaften her. Er war der engste Mitarbeiter von Pawel Pestel und sprach sich für die Errichtung einer Republik und die Beseitigung der kaiserlichen Familie aus. Auf Weisung von Sergei Wolkonski führte er im Dezember 1825 den Dekabristenaufstand in Tultschin an. Nach der Niederschlagung des Aufstandes wurde er zunächst zum Tode verurteilt, das Urteil wurde aber zu 20 Jahren Zwangsarbeit in Sibirien gemildert.
In der Verbannung heiratete er 1851 Larissa Andrejewna Smirnowa (Лариса Андреевна Смирнова; 1823–1892). Nach einer Amnestie durch Kaiser Alexander II. kehrte er 1859 ins europäische Russland zurück. Von 1863 an lebte er mehrere Jahre im Ausland, wo er sich mit Alexander Herzen anfreundete. Er verfasste seine Lebenserinnerungen unter dem Titel Memoiren eines Dekabristen (veröffentlicht Moskau 1930).

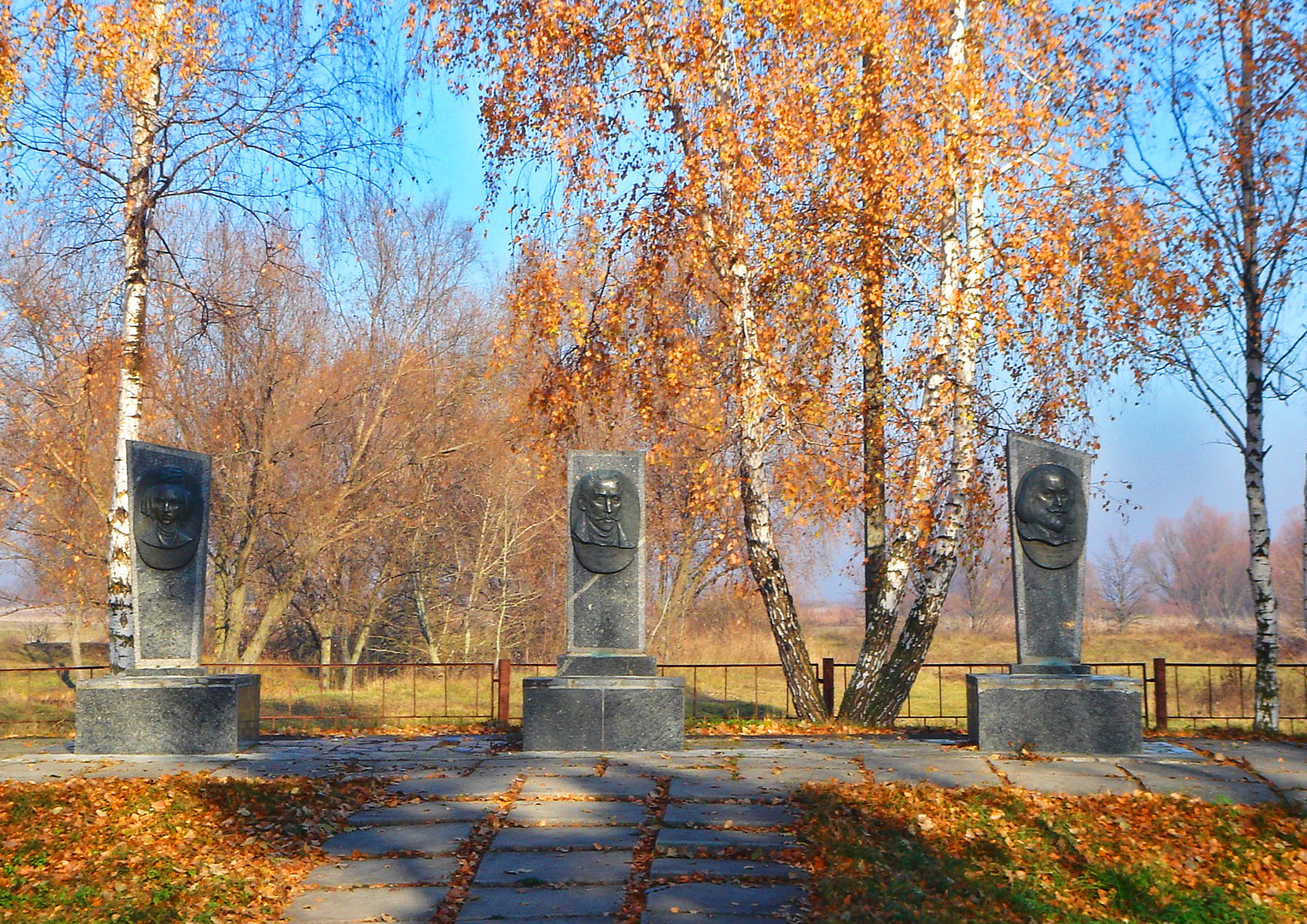
Die Gräber der Dekabristen in Woronky

Podschio starb 1873 in Woronki, wo er sich kurz zuvor niedergelassen hatte. Er wurde dort, neben den Gräbern von Sergei Wolkonski und dessen Ehefrau Marija Nikolajewna Wolkonskaja, bestattet.